# Bezmoście
Bezmoście (dawniej niem. Ottoburg) – osada w Polsce położona w województwie zachodniopomorskim, w powiecie łobeskim, w gminie Resko, nad Regą. Pierwotnie własność braci Bork, w 1745 sprzedana porucznikowi Fürchtegottowi von Boninowi. On też najprawdopodobniej założył miejscową leśniczówkę.
W latach 1975–1998 miejscowość administracyjnie należała do województwa szczecińskiego. W pobliżu Edukacyjna Ścieżka Rowerowa „Doliną Rzeki Regi” oraz przystań leśna w Łagiewnikach (spływy kajakowe rzeką Regą).